# Anna Ptáčková
Anna Ptáčková (1858 – 3. ledna 1906 Smíchov) byla česká učitelka tělocviku, členka Sokola, náčelnice Tělocvičného spolku paní a dívek pražských, sufražetka, feministka a odborná spisovatelka. Roku 1901 byla hlavní cvičitelkou společného cvičení s kužely s účastí 800 sokolek na IV. všesokolském sletu, tedy při první účasti žen v historii konání sletů.

## Život

### Mládí
V mládí navštěvovala Tělocvičný spolek paní a dívek pražských, založený 1869 učitelkou tělesné výchovy Kleméňou Hanušovou s pomocí Miroslava Tyrše na zřízení Tělocvičného spolku paní a dívek pražských. Hanušová byla rovněž jeho náčelnicí. Ptáčková se jako emancipovaná mladá žena se rozhodla stát učitelkou a přihlásila na učitelský kurz. Toto povolání bylo v té době při výkonu spojeno s příslibem celibátu, Ptáčková tak zůstala svobodná. Roku 1875 byla Ptáčková 1. náměstkyně náčelnice Hanušové, která například roku 1885 zařídila cvičení ortopedická pro dívky, roku 1887 cvičení útlých dítek, roku 1889 zavedla hry na volném vzduchu. Posléze ji Ptáčkový ve vedení ženského oddílu vystřídala. Roku 1900 se stala učitelkou tělocviku na Vyšší dívčí škole v Praze.

### IV. všesokolský slet
Roku 1901 bylo při přípravách IV. všesokolského sletu rozhodnuto o zařazení cvičenecké sestavy žen, Ptáčková byla součástí přípravného výboru. Slet byl uspořádán opět na pražské Letenské pláni, kde byl vytvořen areál pro 22 000 diváků a 6000 cvičenců. Hlavní cvičení byla ve dnech 28. až 30. června a 1. července 1901, kromě gymnastiky se závodilo v také atletických disciplínách, do různých cvičení se zapojilo celkem zhruba 9000 cvičenců, včetně společného cvičení 800 žen s kužely pod vedením Ptáčkové. V následujících letech se pak ženy sletů pravidelně účastnily.

### Úmrtí
Anna Ptáčková zemřela 3. ledna 1906 ve věku 47 let. Pohřbena byla 6. ledna za účasti např. starosty Sokola pražského Dr. Novotného na Olšanských hřbitovech, nedaleko hrobů zakladatelů Sokola Jindřicha Fügnera a Miroslava Tyrše, a dalších osobností spolku.